# Žlijezdača
Žlijezdača (adenofora, lat. Adenophora) je biljni rod zeljastih trajnica iz porodice zvončikovki kojemu pripada preko 60 vrsta. U Hrvatskoj je poznata mirisava žlijezdača (Adenophora liliifolia), rasprostranjena u srednjoj Europi i Aziji, ali u Hrvatskoj strogo zaštićena.

## Vrste
1. Adenophora amurica C.X.Fu & M.Y.Liu
2. Adenophora brevidiscifera D.Y.Hong
3. Adenophora capillaris Hemsl.
4. Adenophora changaica Gubanov & Kamelin
5. Adenophora coelestis Diels
6. Adenophora contracta (Kitag.) J.Z.Qiu & D.Y.Hong
7. Adenophora cordifolia D.Y.Hong
8. Adenophora dawuensis D.Y.Hong
9. Adenophora delavayi (Franch.) D.Y.Hong
10. Adenophora divaricata Franch. & Sav.
11. Adenophora elata Nannf.
12. Adenophora fusifolia Y.N.Lee
13. Adenophora gmelinii (Biehler) Fisch.
14. Adenophora golubinzevaeana Reverd.
15. Adenophora grandiflora Nakai
16. Adenophora hatsushimae Kitam.
17. Adenophora himalayana Feer
18. Adenophora hubeiensis D.Y.Hong
19. Adenophora × izuensis H.Ohba & S.Watan.
20. Adenophora jacutica Fed.
21. Adenophora jasionifolia Franch.
22. Adenophora khasiana (Hook.f. & Thomson) Oliv. ex Collett & Hemsl.
23. Adenophora lamarckii Fisch.
24. Adenophora liliifolia (L.) A.DC.
25. Adenophora liliifolioides Pax & K.Hoffm.
26. Adenophora linearifolia D.Y.Hong
27. Adenophora lobophylla D.Y.Hong
28. Adenophora longipedicellata D.Y.Hong
29. Adenophora maximowicziana Makino
30. Adenophora micrantha D.Y.Hong
31. Adenophora morrisonensis Hayata
32. Adenophora nikoensis Franch. & Sav.
33. Adenophora ningxianica S.Ge & D.Y.Hong
34. Adenophora palustris Kom.
35. Adenophora pereskiifolia (Fisch. ex Schult.) G.Don
36. Adenophora petiolata Pax & K.Hoffm.
37. Adenophora pinifolia Kitag.
38. Adenophora polyantha Nakai
39. Adenophora potaninii Korsh.
40. Adenophora probatovae A.E.Kozhevn.
41. Adenophora remotidens Hemsl.
42. Adenophora remotiflora (Siebold & Zucc.) Miq.
43. Adenophora rupestris Reverd.
44. Adenophora rupincola Hemsl.
45. Adenophora sajanensis Stepanov
46. Adenophora sinensis A.DC.
47. Adenophora stenanthina (Ledeb.) Kitag.
48. Adenophora stenophylla Hemsl.
49. Adenophora stricta Miq.
50. Adenophora subjenisseensis (Kurbatsky) A.V.Grebenjuk
51. Adenophora sublata Kom.
52. Adenophora takedae Makino
53. Adenophora tashiroi (Makino & Nakai) Makino & Nakai
54. Adenophora taurica (Sukaczev) Juz.
55. Adenophora trachelioides Maxim.
56. Adenophora tricuspidata (Fisch. ex Schult.) A.DC.
57. Adenophora triphylla (Thunb.) A.DC.
58. Adenophora uryuensis Miyabe & Tatew.
59. Adenophora wilsonii Nannf.
60. Adenophora wulingshanica D.Y.Hong
61. Adenophora xifengensis (P.F.Tu & Y.S.Zhou) P.F.Tu & Y.S.Zhou